# Dertienjarige Oorlog
De Dertienjarige Oorlog (1454-1466) was een oorlog tussen de Pruisische Bond, Polen en de Duitse Ordestaat.
De oorlog begon als een opstand van Pruisische steden en plaatselijke adel om onafhankelijkheid te verkrijgen van de ridders van de Duitse orde. De Pruisische Bond vroeg aan de Poolse koning Casimir IV om hulp en beloofde om Pruisen bij het koninkrijk Polen te voegen. Toen de koning toestemde brak er oorlog uit.
Het conflict eindigde in een overwinning voor de Pruisische Bond en Polen en werd ondertekend in de Tweede Vrede van Thorn. De Ordensstaat verloor een gebied dat nu Koninklijk Pruisen genoemd werd en in personele unie geregeerd werd door de Poolse Koning.